# Santa Cruz do Capibaribe
Santa Cruz do Capibaribe è un comune del Brasile nello Stato del Pernambuco, parte della mesoregione dell'Agreste Pernambucano e della microregione dell'Alto Capibaribe.